# Скурта (Бакау)
Скурта (рум. Scurta) насеље је у Румунији у округу Бакау у општини Орбени. Oпштина се налази на надморској висини од 202 m.

## Становништво
Према подацима из 2002. године у насељу је живело 1938 становника, од којих су сви румунске националности.